# Весенний висячий попугайчик
Весенний висячий попугайчик (лат. Loriculus vernalis) — птица отряда попугаеобразных.

## Внешний вид
Длина тела 17 см, хвоста 4 см. Основная окраска оперения зелёная, хвоста — светло-голубая. Надхвостье и гузка красного цвета с буроватым оттенком. У самца на горле имеется светло-синее пятно, у самки пятно отсутствует. Клюв красный.
- яйцо Loriculus vernalis -  Тулузский музеум

## Распространение
Обитает в Индии.

## Образ жизни
Населяют сухие джунгли. Полёт быстрый, голос хриплый. Питаются плодами, семенами, почками и цветами.

## Размножение
Гнездятся в дуплах деревьев. В кладке 2-4 белых яйца.

## Классификация
Долгое время вид считался монотипичным, в настоящее время разделён на 2 подвида:
- Loriculus vernalis phileticus Deignan, 1956 — обитает на юге Таиланда и на островах архипелага Мьей (Мергуи).
- Loriculus vernalis vernalis (Sparrman, 1787) — обитает на Андаманских островах, в Мьянме, на севере Таиланда и на полуострове Индокитай.